# 呉宗国
呉 宗国（ご そうこく、1934年5月 - 2022年8月7日）は、中華人民共和国の歴史学者。北京大学教授。中国古代史、隋唐史を専攻。

## 人物
江蘇省南京市生まれ。1958年、北京大学卒業。卒業後、汪籛の助手に採用される。その後、北京大学講師、北京大学副教授、北京大学教授。北京大学中国古代史教研室主任。
日中歴史共同研究中国側委員として古代・中近世史分科に参加し、「日中古代政治社会構造の比較研究」を発表している。